# Saint-Ouen-les-Vignes
Saint-Ouen-les-Vignes è un comune francese di 1 060 abitanti situato nel dipartimento dell'Indre e Loira nella regione del Centro-Valle della Loira.

## Società

### Evoluzione demografica
Abitanti censiti